# Atasco
Atasco és una sèrie de televisió antològica de comèdia espanyola creada, escrita i dirigida per Rodrigo Sopeña per a Prime Video. Està produïda per Onza Entertainment i Publicis Rebellion i protagonitzada per un ampli repartiment de més de 25 actors entre els quals s'inclouen Edu Soto, María León, Antonio Resines, Ana Wagener, Arturo Valls, Luisa Gavasa, Silma López, Carmen Ruiz, Toni Acosta, Roberto Álamo, Jorge Sanz, Anabel Alonso, Pedro Casablanc, Iván Massagué, José Mota, Elena Ballesteros, Gonzalo de Castro, Álex García, Fele Martínez, Henar Álvarez, Manuel Manquiña, Santi Rodríguez... Es va estrenar a Prime Video el 24 de maig de 2024 a Espanya i Andorra. S'ha subtitulat al català.

## Trama
La trama es desenvolupa arran del caos generat per un immens embús que altera els plans de milers de ciutadans als afores de Madrid. A partir d'aquesta situació aparentment quotidiana, la sèrie explora trames inesperades, i ofereix una visió divertida de la vida a la ciutat.

## Producció
El 13 de març de 2024, Prime Video va anunciar per primera vegada la sèrie de comèdia Atasco, que va ser creada per Rodrigo Sopeña i que ja havia conclòs el seu rodatge el febrer de 2024 a Madrid.
El 2 de febrer de 2025, la revista Variety va anunciar la renovació de la sèrie per una segona temporada, amb un repartiment format per Sílvia Abril, Carlos Sobera, Adriana Torrebejano, Carlos Areces, Luis Zahera i la cantant Edurne, entre altres, sense precisar la data d'estrena.
El 24 d'abril de 2025 diversos mitjans van anunciar que el 9 de maig de 2025 seria la data d'estrena de la segona temporada.